# Pterocerina garleppi
Pterocerina garleppi är en tvåvingeart som beskrevs av Günther Enderlein 1921. Pterocerina garleppi ingår i släktet Pterocerina och familjen fläckflugor.
Artens utbredningsområde är Peru. Inga underarter finns listade i Catalogue of Life.